# Горбунешне
Горбуне́шне (рос. Горбунешное) — присілок у складі Петуховського округу Курганської області, Росія.
Населення — 103 особи (2010, 162 у 2002).
Національний склад станом на 2002 рік:
- росіяни — 98 %